# The Phosphorescent Rat
The Phosphorescent Rat è il quarto album degli Hot Tuna ed è stato pubblicato nel 1975.

## Tracce
Testi e musiche di Jorma Kaukonen eccetto Sally, Where'd You Get Your Liquor From? scritta dal Reverendo Gary Davis.
Lato A
1. I See the Light – 4:15
2. Letter to the North Star – 2:31
3. Easy Now – 5:10
4. Corners without Exits – 3:37
5. Day to Day Out the Window Blues – 3:26

Lato B
1. In the Kingdom – 5:26
2. Seeweed Strut – 3:25
3. Living Just for You – 3:18
4. Soliloquy for 2 – 3:42
5. Sally, Where'd You Get Your Liquor From? – 2:56

## Formazione
- Jorma Kaukonen – chitarra elettrica, voce
- Jack Casady – basso, balalaica
- Sammy Piazza – batteria, cucchiai e altre percussioni